# Ruy Gil de Vilalobos (I)
Ruy Gil de Vilalobos (m. em 1289) foi um rico-homem medieval com raízes nos reinos de Castela e Leão.

## Relações familiares e origem da linhagem dos Villalobos
Foi filho de Gil Manrique de Manzanedo e de Teresa Fernandes, senhora de Villalobos. Teresa foi a filha de Fernando Gonçalves, senhor de Villalobos e de Elvira Pelaez. Seu pai, Fernando, era o filho de Gonçalo Ossorio, filho do conde Osório Martínez e de Teresa Fernandes, filha do conde Fernando Fernandez de Carrión e de sua esposa a infanta Elvira Afonso, filha ilegítima do rei Afonso VI. Por tanto, os Villalobos é um ramo da linhangem dos Flaínez, um dos mais importantes de Leão.  O lugar de Villalobos está na província de Zamora e "poderia passar ao dominio do conde Ossorio por doação dos reis ou por herança de parte de sua sogra, a infanta Elvira".

## Matrimónio e descendência
Casou com Maria Diaz de Haro, filha de Lope Ruiz de Haro, o Rapaz, senhor de La Guardia e de Berengária Gonçalves Girão, de quem teve:
- Gil Rodrigues de Vilalobos, senhor da casa de Vilalobos. Morreu antes que seu pai. Casou com Maria e foi o pai de Ruy Gil de Vilalobos (III), o  esposo de Teresa Afonso, filha de Afonso Alvares e Maria. Também foi o pai de Andres Gil de Vilalobos, da Ordem de Calatrava.[3]
- Lope Rodrigues de Vilalobos (m. antes de 1318) casou com Berengaría de Castanheda, filha de Pedro Dias de Castanheda e Maior Afonso de Celada (ou Marina Afonso). Depois de enviuvar, Berengária foi monja no Mosteiro de Las Huelgas em Burgos.[4]
- Ruy Gil de Vilalobos (II) (m. depois de 1307), rico-homem, casou com Teresa Sanches filha bastarda de Sancho IV de Leão e Castela e de Maria Afonso Teles de Meneses, e viúva de João Afonso Teles de Meneses, 1.º conde de Barcelos.[5][a]. A filha deste casamento, Maria Rodrigues de Vilalobos, casou com Lopo Fernandes Pacheco
- Fernão Ruiz de Vilalobos (m. 1342), comendador maior de Leão na Ordem de Santiago.[6]
- Maior Rodrigues de Vilalobos, a esposa de Ruy Fernandes de Escobar, filho de Fernão Ruiz de Escobar e de Sancha Dias de Castanheda.[7]
- Teresa Rodrigues de Vilalobos, casada com Fernando Álvares de Lara, senhor de Valdenebro, filho ilegítimo de Álvaro Nunes de Lara e de Teresa Gil de Osorno.[8][9][b]
- Constança Rodrigues de Vilalobos, a esposa de Álvar Rodrigues de Aza.[7]
- Inês Rodrigues de Vilalobos, casada com Pedro Dias de Castanheda,[5] filho de Diogo Gomes de Castanheda e Maior Álvares.[10]
- Marquesa Rodrigues de Vilalobos, casou com Diego Gonçalves de Fuentealmexir.[7]